# Пейнгуич
Пѐйнгуич (на английски: Panguitch) е град в окръг Гарфийлд, щата Юта, САЩ. Пейнгуич е с население от 1623 жители (2000) и обща площ от 3,5 km². Намира се на 2019 m надморска височина. ЗИП кодът му е 84759, а телефонният му код е 435.